# Лондонски университетски колеж
Лондонският университетски колеж (на английски: University College London, UCL) е съставен висш колеж в структурата на Лондонския университет (University of London).
Основан е като Лондонски университет (London University) през 1826 г. След 10 години – през 1836 г., той и Кралският университет (King’s University) се обединяват под името Университет на Лондон (University of London), вече със статут на съставни висши колежи – Университетски и Кралски. Тъй като в новото му наименование University of London, University College се повтаря думата university, то е съкратено на днешното University College London.
Основният кампус на UCL е разположен в квартал Блумсбъри в Централен Лондон. Структурата му включва 10 факултета, в рамките на които има над 100 департамента, института и изследователски центъра. Има филиал в Доха (Катар), специализиран по археология и музейно дело, както и училище по енергетика и ресурси в Аделаида (Австралия).
В него работят над 4000 академични и научни сътрудници и 648 професори (по чийто брой е на 1-во място сред университетите във Великобритания). Сред неговите учени са 46 членове на Британското кралско научно дружество, 55 членове на Британската академия на науките, 10 членове на Кралската инженерна академия и 99 членове на Академията на медицинските науки.
Той е първото университетско учреждение в Лондон и първият британски университет, организиран изцяло на светска основа. Приема студенти независимо от вероизповеданието и пола им за разлика от по-старите Кеймбриджки и Оксфордски университети, които са религиозни институции.
UCL е на 2-ро място сред британските висши училища по броя на обучаваните в него 46 830 студенти (малко пред Манчестърския университет) към 31 януари 2023 г. Там е учреден първият студентски съюз в Англия през 1893 г.